# Kastell Esztergom-Hideglelőskereszt
Das Kastell Esztergom-Hideglelőskereszt war ein römisches Militärlager des 4. Jahrhunderts n. Chr. Seine Besatzung war mit der Bewachung eines Donauabschnitts des pannonischen Limes betraut. Die Reste der Anlage wurden östlich des Dorfes Bubánatvölgy, eines Stadtteils von Esztergom, im Komitat Komárom-Esztergom in Ungarn entdeckt und liegen auf einem Berg hoch über dem Flusstal. Auf dem Gipfel befindet sich ein 1784 errichtetes Dankes- und Pilgerkreuz, das Hideglelőskereszt genannt wird.

## Lage und Forschungsgeschichte

Der Limes Pannonicus am Pilisgebirge

Die Befestigung, deren antiker Name unbekannt ist, wurde strategisch geschickt auf einer steil abfallenden felsigen Anhöhe über dem südlichen Donauufer errichtet und war den Gegebenheiten des Geländes angepasst. Auf heute noch begehbaren Teilen der römischen Straßentrasse erreicht man die Anlage. Von hier aus hatten die Soldaten beste Sicht auf das Nordufer, das bereits zu dem von den germanischen Quaden bewohnten  Barbaricum gehörte. Im Nordosten ließ sich die Mündung der Eipel mit dem Ländeburgus von Szob ausmachen, im Nordwesten war das Land bis zur heutigen Stadt Gran einsehbar. Westlich konnten alle flussnahen Wachtürme bis zum Donauknick am Kastell Esztergom (Solva) eingesehen werden, östlich ließ sich die enge Wachturmkette im Donautal auf ähnliche Weise kontrollieren. Der ungarische Archäologe Sándor Soproni (1926–1995) hat diese Befestigung oberflächlich untersucht. Ausgrabungen haben in der Anlage bisher nicht stattgefunden.

## Baugeschichte

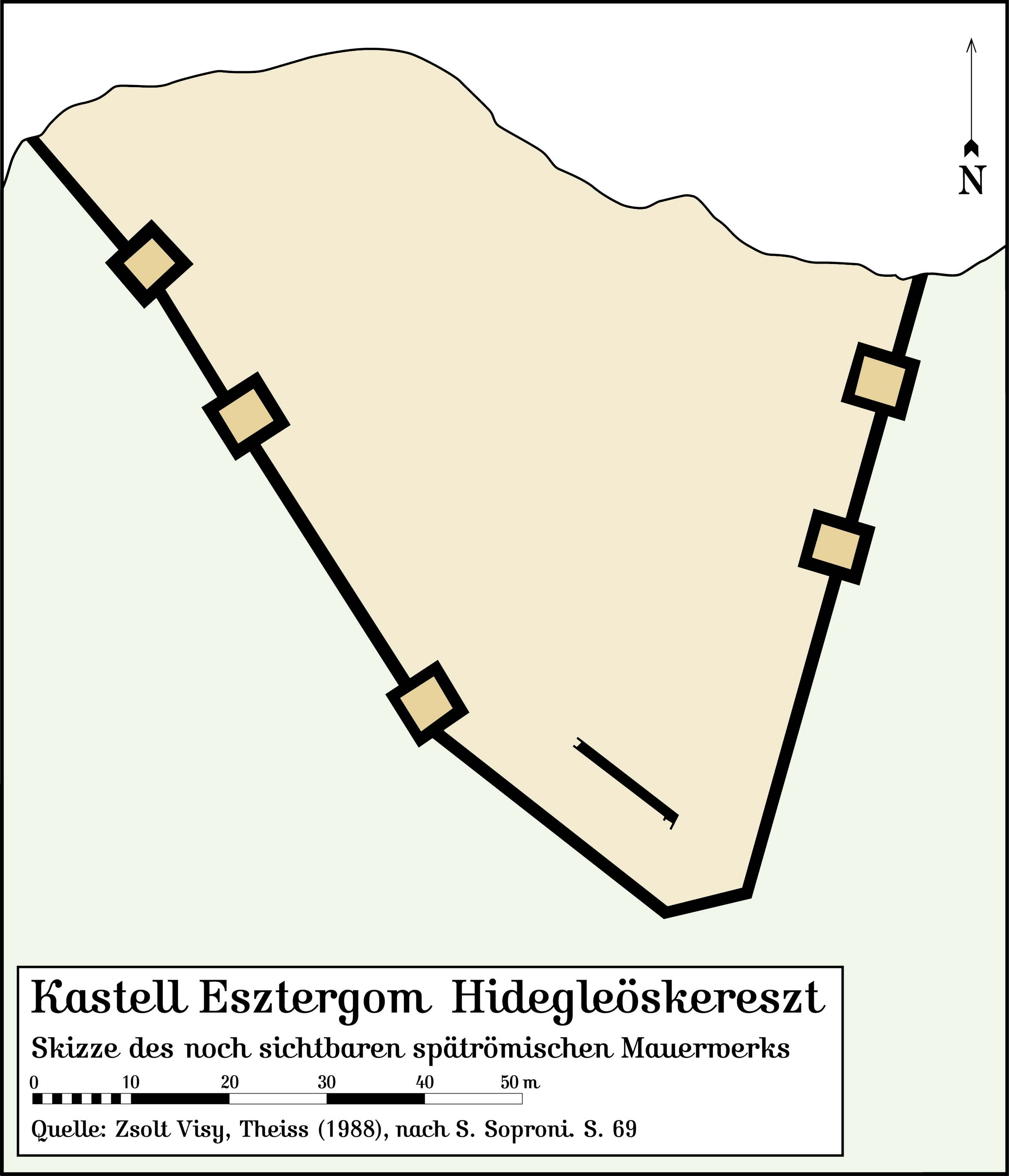
Skizze der über Tage sichtbaren Reste nach den Forschungen von Soproni

Die älteste nachweisliche Besiedlung des Platzes fand während der frühen Eisenzeit statt. Das Kastell entstand vielleicht in der Frühzeit der Herrschaft des Kaisers Valentinian I. (364–375), der in Pannonien geboren wurde. Es hätte damit zu einem umfangreichen Bauprogramm gehört, das der Kaiser nach den verheerenden Germaneneinfällen in Gang setzte. Dazu zählten größere und kleinere Befestigungen (castra et castella) entlang der Reichsgrenzen an Rhein und Donau. Sie entstanden ab 369 am Hochrhein, an der Fernverbindung Brigantium (Bregenz) – Cambodunum (Kempten) – Caelius Mons (Kellmünz) sowie an der oberen und mittleren Donau. Leider reichen die bisherigen Oberflächenfunde nicht zu einer genauen Datierung aus. Der für spätantike Festungen typische unruhige Grundriss des Kastells Esztergom-Hideglelőskereszt umschließt ein dreieckförmiges Gelände auf dem Berggipfel. Dessen höchster Punkt mit dem Hideglelőskereszt erhebt sich im nördlichen Teil der Anlage. Dort hat ein Steinbruch das Lager allerdings vollständig zerstört. Die auf rund zehn Meter erhalten gebliebene Westmauer verläuft von Nordwesten nach Südosten und trifft dort auf die rund zehn Meter lange nordwestlich orientierte Südmauer. Die anschließend mit einem deutlichen Knick von Südwesten nach Nordosten ausgerichtete Ostmauer konnte noch auf einer Länge von 65 Metern ausgemacht werden. Insgesamt wiesen die Mauern eine Stärke von 1,05 Metern auf und bestanden aus Bruchsteinen (Opus incertum). Von den Türmen haben sich an der Westseite drei, an der Ostseite zwei erhalten. Sie besitzen mit einem Innenmaß von 4,35 × 4,8 Metern einen rechteckigen Grundriss und springen aus der Mauerflucht hervor. Die Form der Türme ist für das 4. Jahrhundert in den pannonischen Provinzen einzigartig. Ohne Ausgrabungen besteht jedoch keine Möglichkeit einer näheren Datierung und Einordnung. Da keine Torbauten gefunden werden konnten, muss sich der Eingang an der zerstörten Nordseite befunden haben. Im Inneren der Anlage wurden entlang der Süd- und Westmauer Bauspuren ausgemacht.
Soproni hat anhand des spätrömischen Staatshandbuchs Notitia Dignitatum (vermutlich 395/425–433 n. Chr.) eine zeitliche Zuordnung der Anlage untersucht und konnte feststellen, dass Esztergom-Hideglelőskereszt dort nicht erwähnt wird, da keine der in der Valeria-Liste des Handbuchs verzeichneten Festungen mit diesem Platz in Verbindung gebracht werden kann. Der Forscher war überzeugt, dass die Ursache dafür in der Errichtung der Festung unter Valentinian I. zwischen 364 und 367 liegt. Er schlussfolgerte einen nur kurzen Gebrauch der Anlage, die noch vor Schließung der Valeria-Liste verlassen wurde.

## Funde

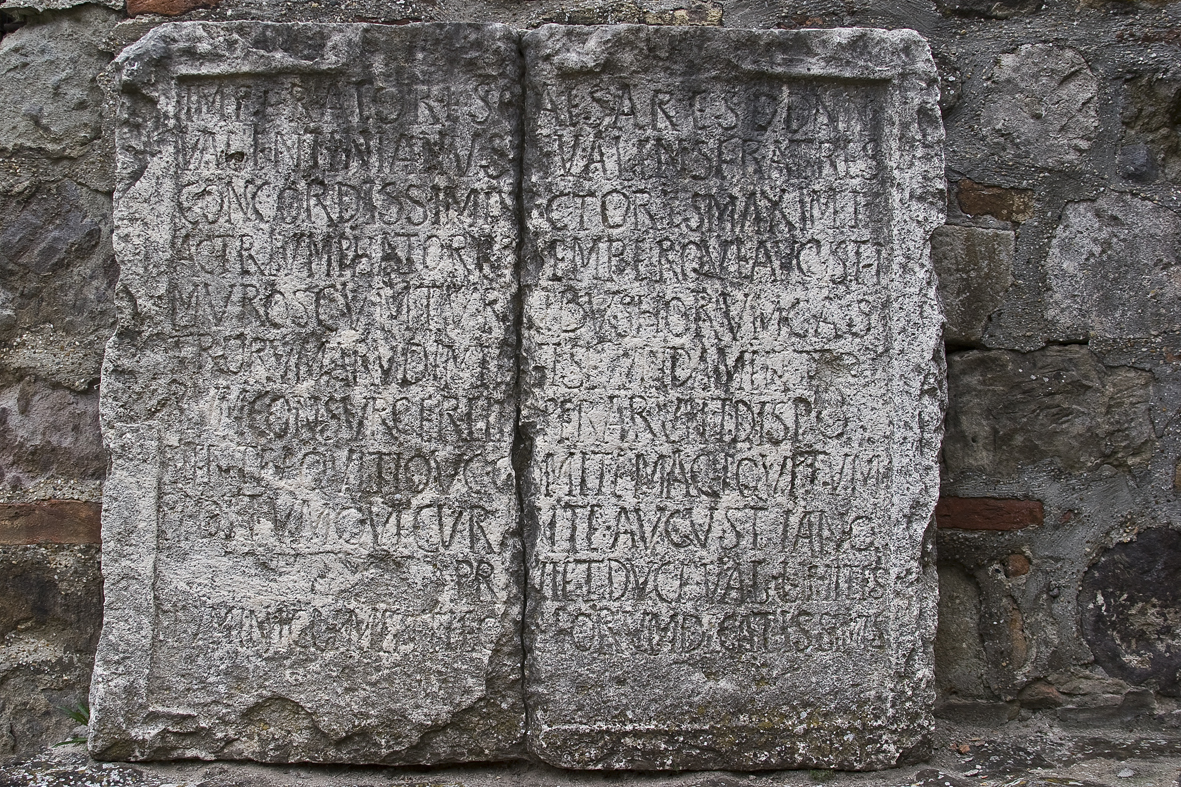
Die vielleicht zum Kastell Esztergom-Hideglelőskereszt gehörende Bauinschrift

Zur groben Datierung in das 4. nachchristliche Jahrhundert waren Keramikscherben aufschlussreich, die als Streufunde auftraten. Daneben hat sich ein valentinianischer gestempelter Ziegel mit der Inschrift [C]ORTAV[ICEN] erhalten. Einige Forscher, darunter Soproni, glauben, dass eine als Spolie entwendete und in der Mitte zerschnittene Bauinschrift aus den Jahren 364/365–367 von diesem Kastellplatz stammt. Selbst der genaue Fundort dieser in Kalkstein gehauenen Inschrift ist jedoch nicht mehr feststellbar:
Imperatores Caesares dd(omini) nn(ostri)
Valentinianus [e]t Valens fratres
concordissimi victores maximi
ac triumphatores [s]emperque Augusti
muros cum turribus horum cas-
trorum a rudimentis fundamento
rum consurgere imperarunt dispo-
nente Equitio v(iro) c(larissimo) comite mag(istro) equitum
peditumque cur[a]nte Augustiano
[v(iro) c(larissimo) comite ord(inis)] pr[i]mi et duce Val(eriae) limitis
numini clementi(a)eq[u]e eorum dicatissimis
Die Inschrift nennt als einziges bekanntes Zeugnis einen Augustianus als Oberkommandierenden der Provinz Valeria (Dux Valeriae ripensis).

## Limesverlauf vom Kastell Esztergom-Hideglelőskereszt bis zum Burgus Szob
Die Türme lagen stets nahe am südlichen Donauufer. Ihre Aufgabe war es, das weitgehend nicht besetzte Nordufer zu bewachen.
| Strecke | Name/Ort                              | Beschreibung/Zustand |
| 3       | Pilismarót-Basaharc (Burgus Solva 9)  | Östlich des Kastells Esztergom–Hideglelőskereszt, zwischen der Donau und dem steil abfallenden Nordfuß des Visegráder Gebirges lag der 1973 von Sándor Soproni untersuchte Burgus Solva 9 (alternativ auch Pilismarót-Basaharc I oder Wachtturm 1 genannt) bei Pilismarót-Basaharc, der heute nicht mehr sichtbar ist. Ein zusammenhängender Grundriss konnte nicht mehr ermittelt werden, doch geht die Forschung von einem quadratischen, rund 10 × 10 Meter großen Burgus aus, der auf einer schmalen Terrasse an einem Hügelabhang neben dem Donauufer gestanden hat. Es wurde vermutet, dass es an diesem Platz ein Pferderelais gegeben hat. Das Fundmaterial umfasste Keramik und Münzen des 4. Jahrhunderts. |
| 3       | Pilismarót-Basaharc (Burgus Solva 10) | Knapp zwei Kilometer östlich davon befand sich mit dem Burgus 10 (Pilismarót-Basaharc II oder Wachtturm 2) bei Pilismarót-Basaharc ein weiteres Bauwerk der Spätantike nahe der römischen Straße, die heute ebenfalls nicht mehr sichtbar ist. An dieser vom Donauhochwasser größtenteils zerstörten valentinianischen Turmstelle konnten nur noch die südlichen, aus Opus incertum errichteten Mauerreste bestimmt werden. Die Innenlänge dieser Seite betrug 7,1 Meter bei einer Mauerdicke von 1,05–1,11 Metern. Die Grundmauern waren 1,26 Meter stark. An der Südseite befand sich auch der 1,6 Meter breite Zugang. Ein sehr bekannter früher Ausgräber am ungarischen Limes, Flóris Rómer (1815–1889), fand Ziegelstempel des Terentius dux, der offenbar bis 371 das Amt des Dux Valeriae ripensis in der Provinz Valeria innehatte. Baureste sind im Gelände erhalten. |
| 3       | Pilismarót-Basaharc (Burgus Solva 11) | Am Ostfuß des Visegráder Gebirges, westlich der am Nordufer liegenden Fähre von Szob, befindet sich der valentinianische Burgus Solva 11 (Pilismarót-Basaharc III oder Wachtturm 3) bei Pilismarót-Basaharc in Ufernähe. Er liegt unmittelbar nördlich der heutigen Landstraße. Zusammen mit weiteren Burgi konnte von hier aus die offensichtlich als gefährlich erachtete Eipelmündung überwacht werden. Am Nordufer war zu diesem Zweck im Mündungsbereich der Eipel während der Regierungszeit des Kaisers Valentinian I. der Ländeburgus Szob installiert worden. Der 200 Meter von der Eipelmündung entfernt liegende brückenkopfartige Burgus wurde durch die Anlage eines Dammes verschüttet und stark gestört. Der im Überschwemmungsgebiet der Donau liegende, teilweise bereits zerstörte Burgus Basaharc III aus Opus incertum besaß eine Außenlänge von 9,48 Metern, eine Mauerstärke von 1 Meter und barg spätrömische Keramik, mehrere gestempelte Ziegel des Frigeridus dux sowie einen seines Vorgängers Terentius. Neben diesen Funden stammen auch die geborgenen Münzen aus der valentinianischen Epoche. Die Anlage wurde in einer Entfernung von 8 Metern durch einen quadratischen Graben gesichert, der an der Südseite mittig vor dem Burguszugang aussetzte. Baureste sind im Gelände erhalten. |
| 3       | Szob (Burgus Solva 34)                | Direkt gegenüber von Pilismarót-Basaharc III, am anderen Donauufer, lag der brückenkopfartige Burgus Szob. |

## Denkmalschutz
Die Denkmäler Ungarns sind nach dem Gesetz Nr. LXIV aus dem Jahr 2001 durch den Eintrag in das Denkmalregister unter Schutz gestellt. Das Kastell Esztergom-Hideglelőskereszt gehört als archäologische Fundstätte nach § 3.1 zum national wertvollen Kulturgut. Alle Funde sind nach § 2.1 Staatseigentum, egal an welcher Stelle der Fundort liegt. Verstöße gegen die Ausfuhrregelungen gelten als Straftat bzw. Verbrechen und werden mit Freiheitsentzug von bis zu drei Jahren bestraft.